# Přechod pro chodce

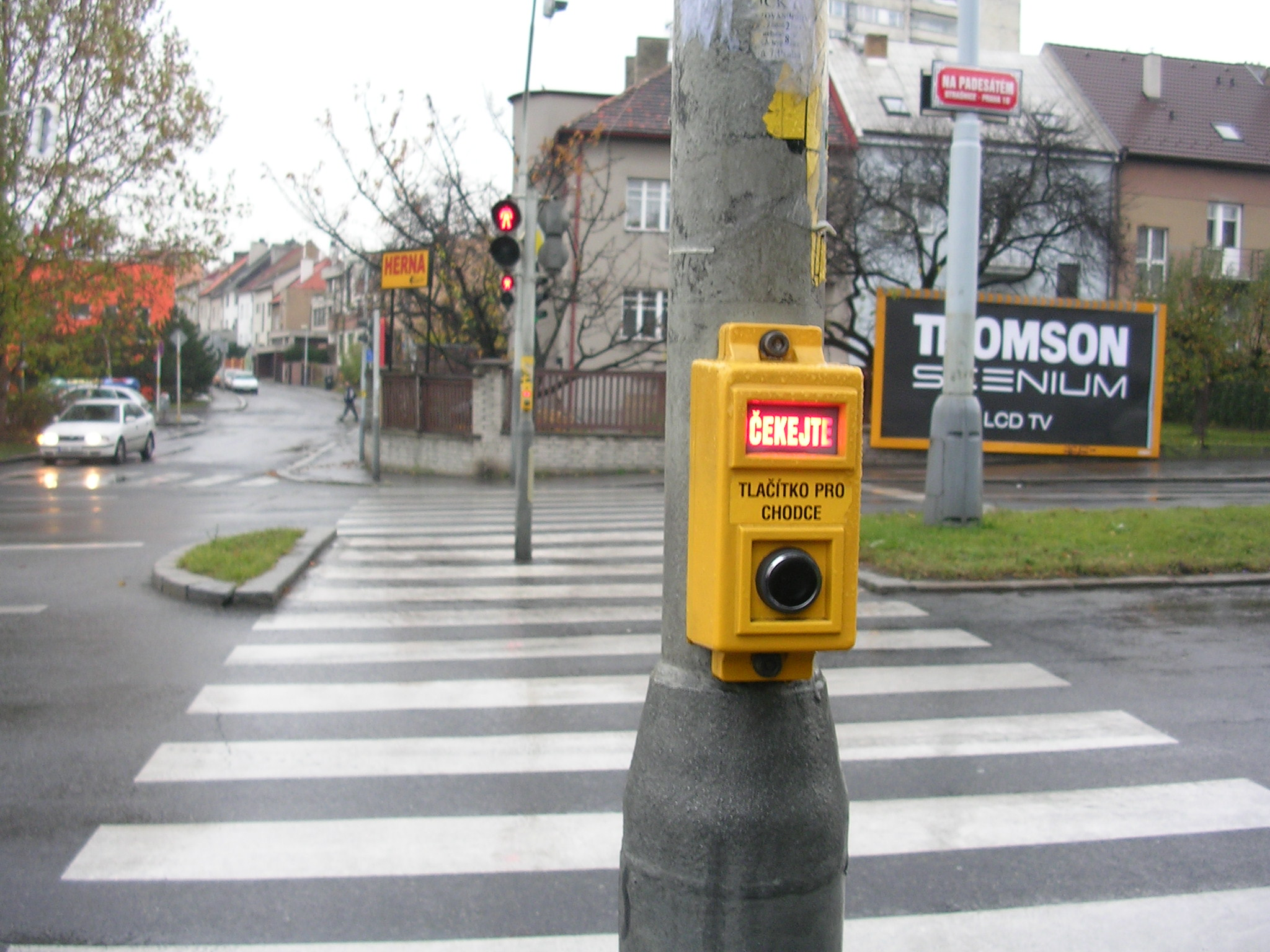
Tzv. dělený přechod pro chodce se světelnou signalizací a tlačítkem pro chodce

Přechod pro chodce je místo na pozemní komunikaci určené pro přecházení chodců a označené příslušnou dopravní značkou. Je určen pro přecházení vozovky, případně i jiných jízdních pásů. V různých zemích jsou konkrétní parametry zařízení typu přechodu pro chodce definovány značně různě. Vedle přechodu je pozemní komunikaci navíc možno obvykle překonávat i dalšími způsoby.

## Umístění a provedení
Přechod by měl být umístěn pouze na bezpečném místě, zaručující rozhled chodcům i řidičům.
V posledních letech se v České republice zpřísňují bezpečnostní požadavky na provedení přechodů. Nedoporučuje se zřizování přechodů přes vozovky s více neoddělenými jízdními pruhy, doporučuje se zřizování ochranných ostrůvků a ochranných betonových bloků mezi jízdními směry nebo jízdními pruhy.
Některé technické požadavky obsahovala vyhláška č. 369/2001 Sb., o obecných technických požadavcích zabezpečujících užívání staveb osobami s omezenou schopností pohybu a orientace, kterou poté nahradila vyhláška č. 398/2009 Sb., o obecných technických požadavcích zabezpečujících bezbariérové užívání staveb. Chodníky v místech přechodů musí mít snížený obrubník na výškový rozdíl 20 mm oproti vozovce a musí být opatřeny signálními pásy spojujícími varovné pásy umístěné po délce sníženého obrubníku s vodícími liniemi.

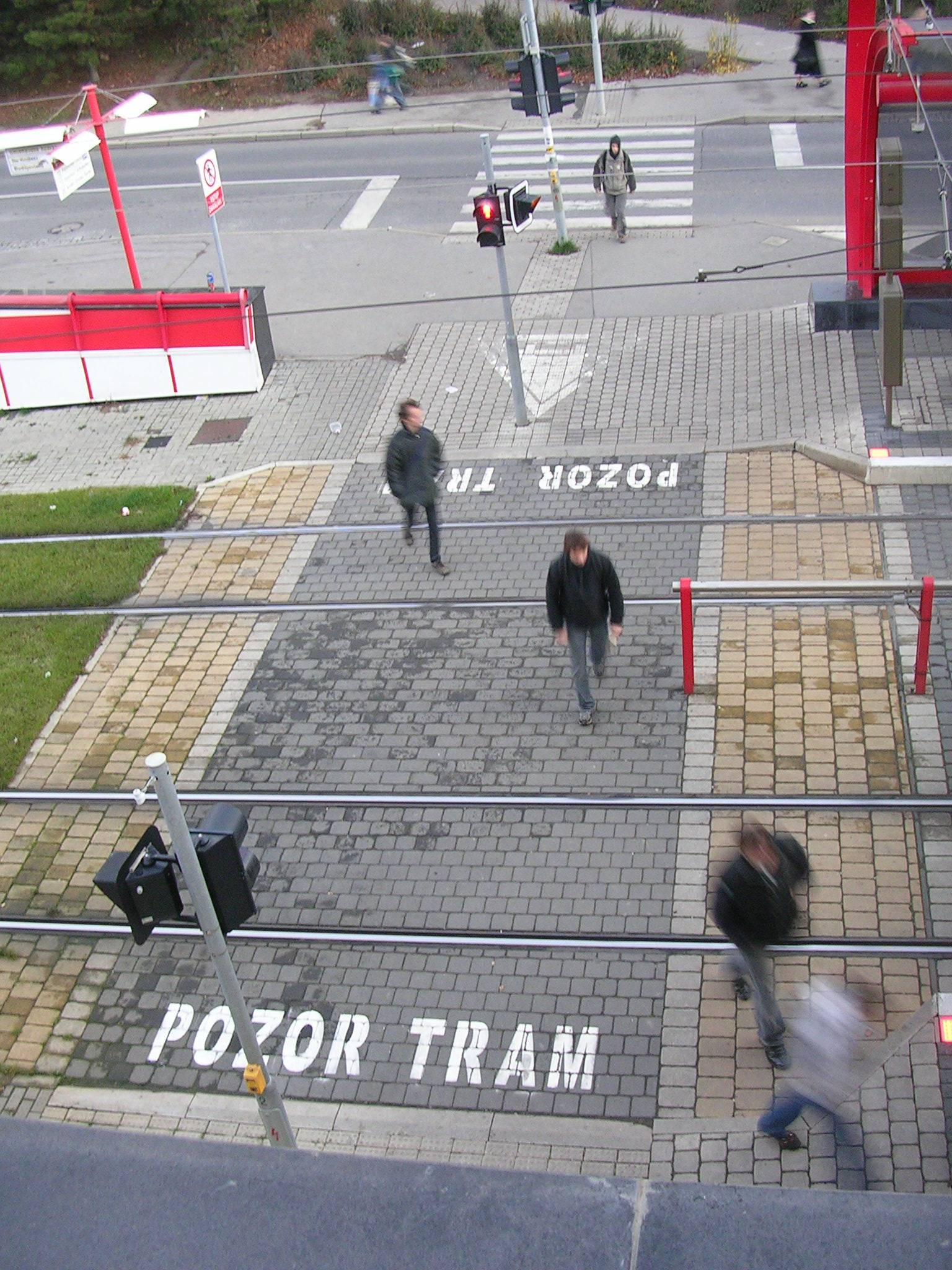
Praha, Barrandov, Chaplinovo náměstí: přechody přes tramvajovou dráhu a vozovku
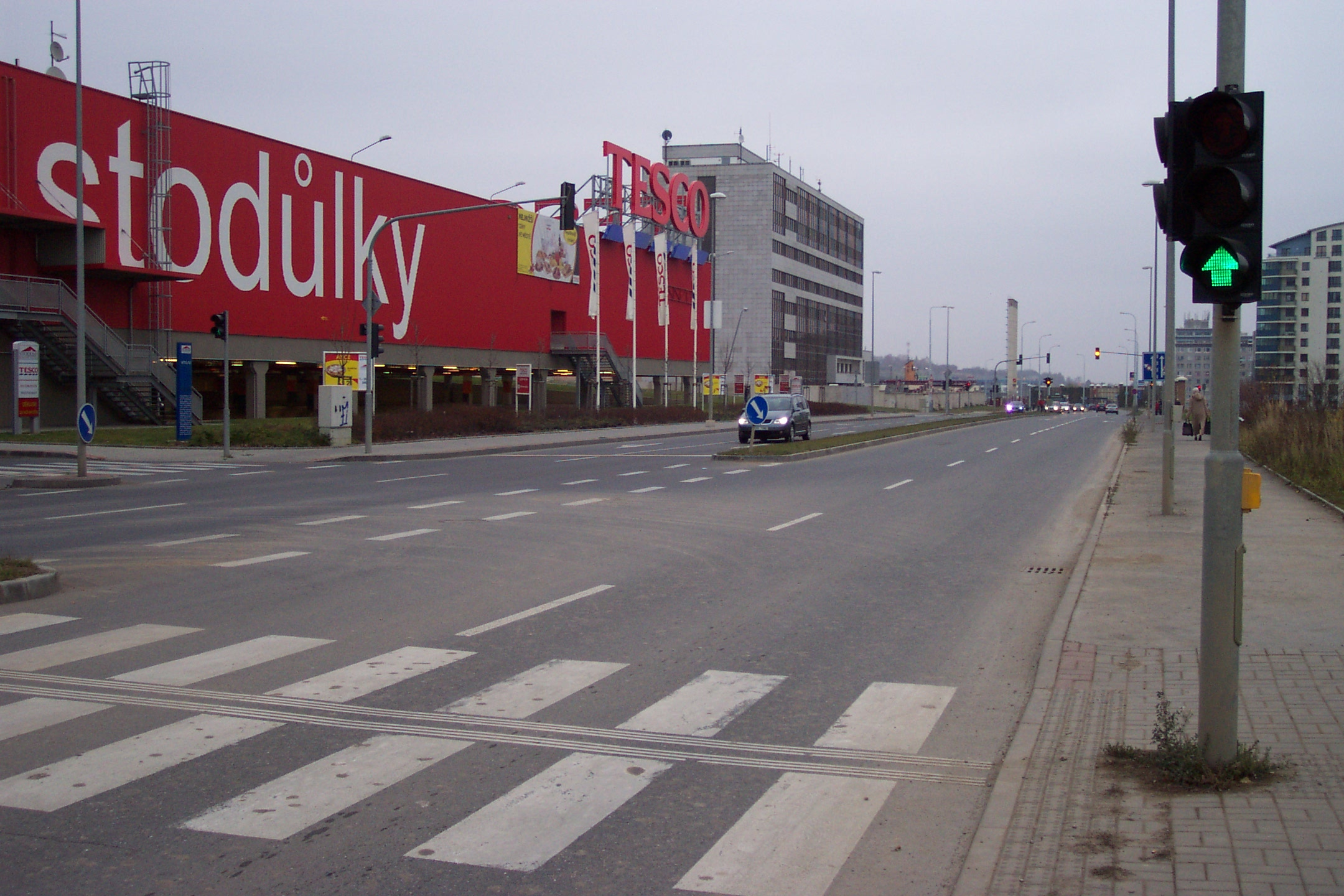
Praha, přechod s vodicím pruhem pro nevidomé
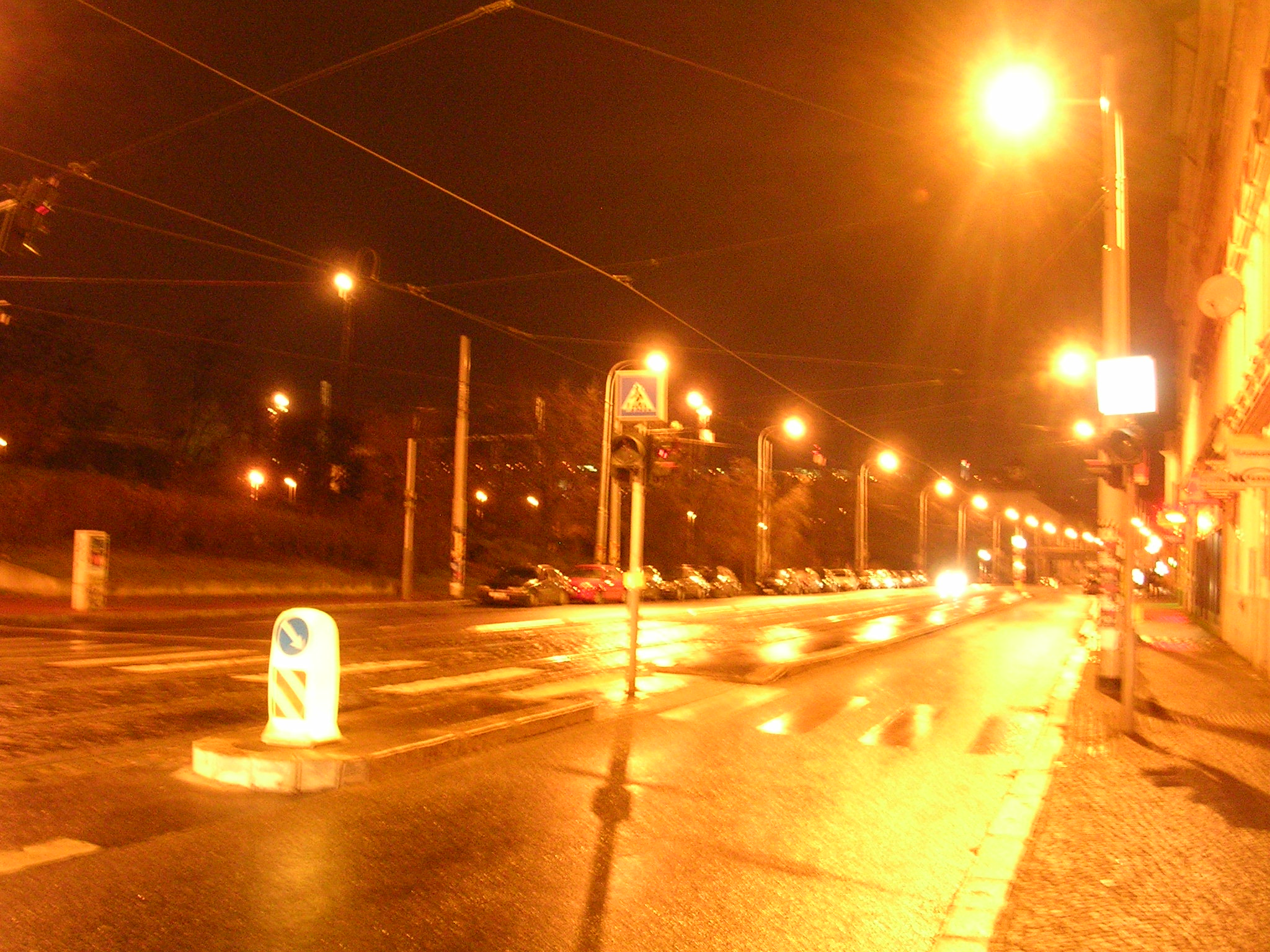
Praha, přechod s ochranným ostrůvkem vybaveným světelným majáčkem
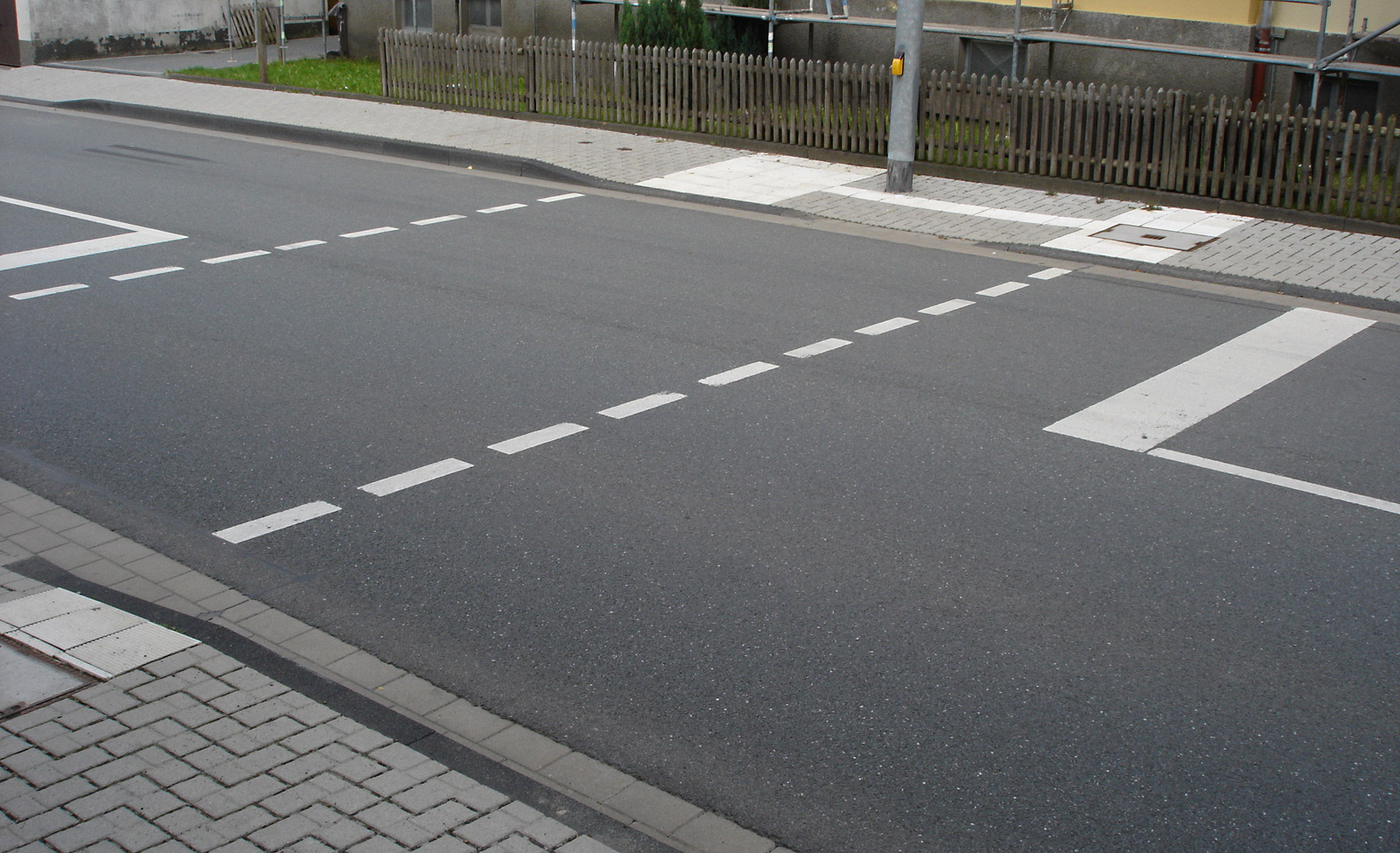
Přechod v Siegenu, Německo

## Označení

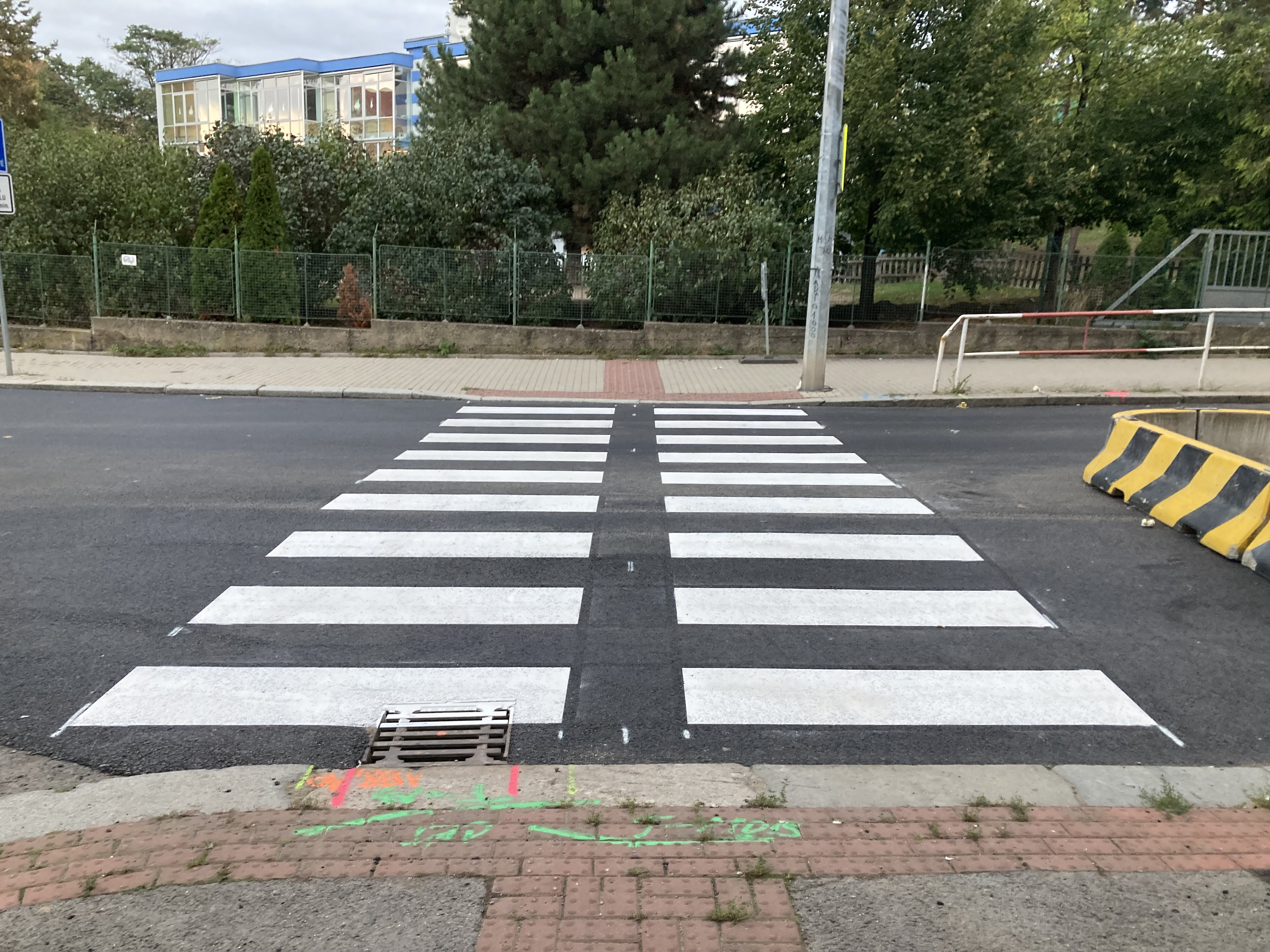
Tři dny starý přechod pro chodce (Praha, Libeň, říjen 2023)

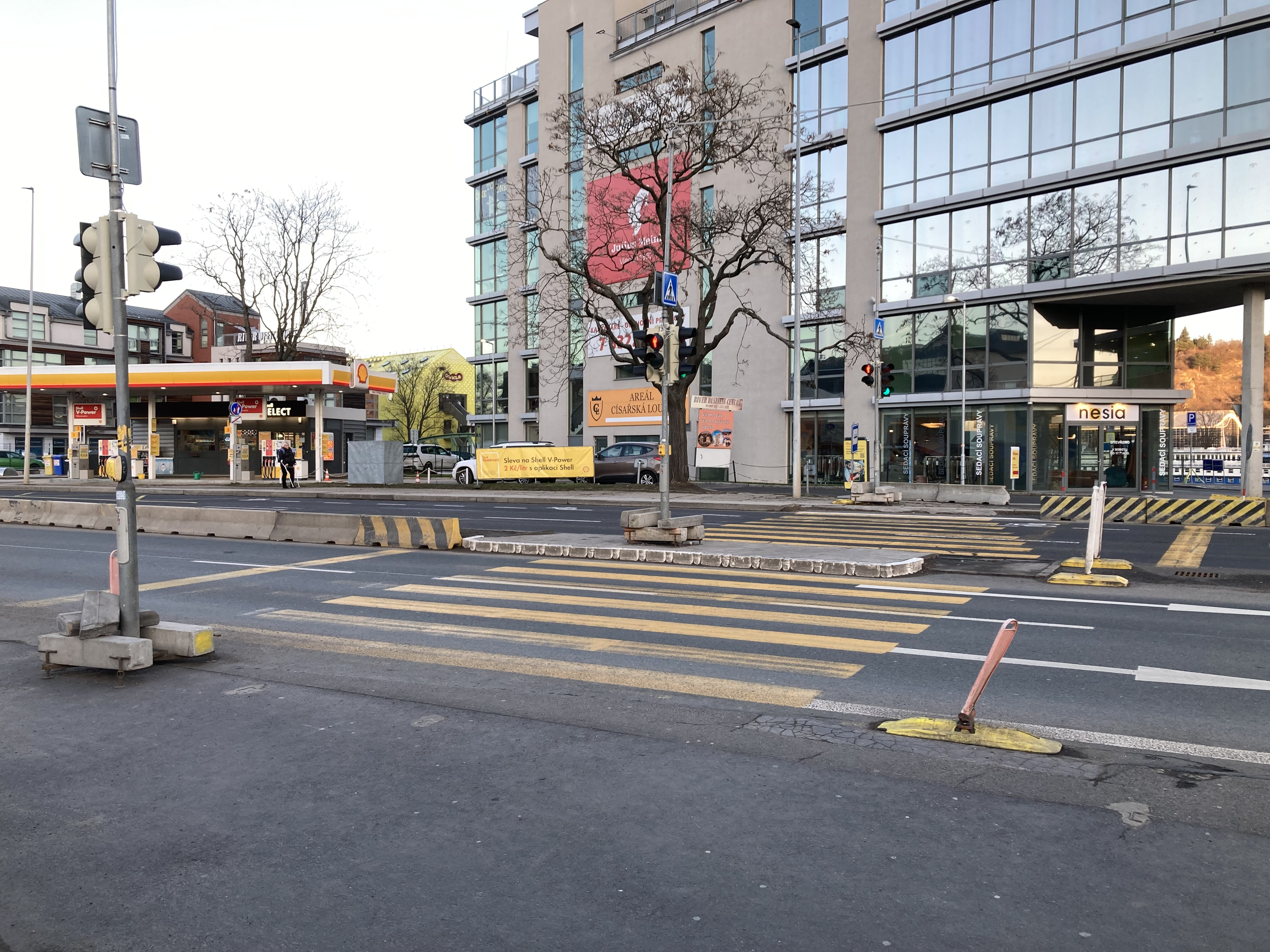
Provizorní přechody pro chodce jsou vyznačeny žlutou barvou (Praha, Smíchov, leden 2024)

V České republice se přechody se označují těmito dopravními značkami podle vyhlášky č. 30/2001 Sb. v platném znění:
- V 7 Přechod pro chodce (vodorovná dopravní značka, „zebra“ – jediné povinné označení definující přechod pro chodce
- IP 6 Přechod pro chodce. Pro zdůraznění významu a zlepšení viditelnosti se tato značka někdy umisťuje na retroreflexním žlutozeleném fluorescenčním podkladu podle § 5 odst. 3 vyhlášky č. 30/2001 Sb.
- A 11 Pozor, přechod pro chodce!
- A 12 Děti
- A 19 Cyklisté (například v místech křížení chodníku se stezkou pro cyklisty)
- A 25 Tramvaj (upozorňuje chodce na přechod tramvajové dráhy)
- V 15 Nápisy na vozovce (například POZOR TRAMVAJ)

- Přechody delší než 8 m nebo přechody vedené v šikmém směru jsou v rámci vodorovného dopravního značení vyznačeny také vodicím pásem navazujícím na signální pás přechodu. Vodící pás bývá zřizován uprostřed šířky přechodu kolmo ke směru jízdy, takže dělí vodorovné značení přechodu na dvě stejné části.

Technické podmínky TP 169 „Zásady pro označování dopravních situací na pozemních komunikacích“ stanoví: „Dopravní značky č. IP 6 se užívá k označení každého přechodu situovaného mimo křižovatku. V prostoru křižovatky se značky IP 6 zpravidla neužívá“. Prováděcí předpis k Zákonu o pozemních komunikacích, tedy vyhláška č. 30/2001 Sb., zásady pro umisťování dopravních značek u přechodu nestanoví, ač je k tomu zákonem zmocněna.
Vyznačení přechodu pro chodce nebo umístění světelných signálů pro chodce v místě přechodu přes tramvajový pás nebo samostatnou tramvajovou dráhu je právně sporné, přecházení mimo takto vyznačená místa rovněž. V některých případech se v rámci pokusu o řešení vyznačují nestandardizovanými a nekodifikovanými způsoby takzvaná místa pro přecházení, což není oficiálně zavedený termín. Přechod přes samostatnou tramvajovou dráhu může být označen jako železniční přejezd, pak se povinnosti chodců řídí příslušnými ustanoveními.

Německá značka obdobné české Přechod pro chodce
Německá značka obdobná české Pozor, přechod pro chodce!

## Povinnosti chodců

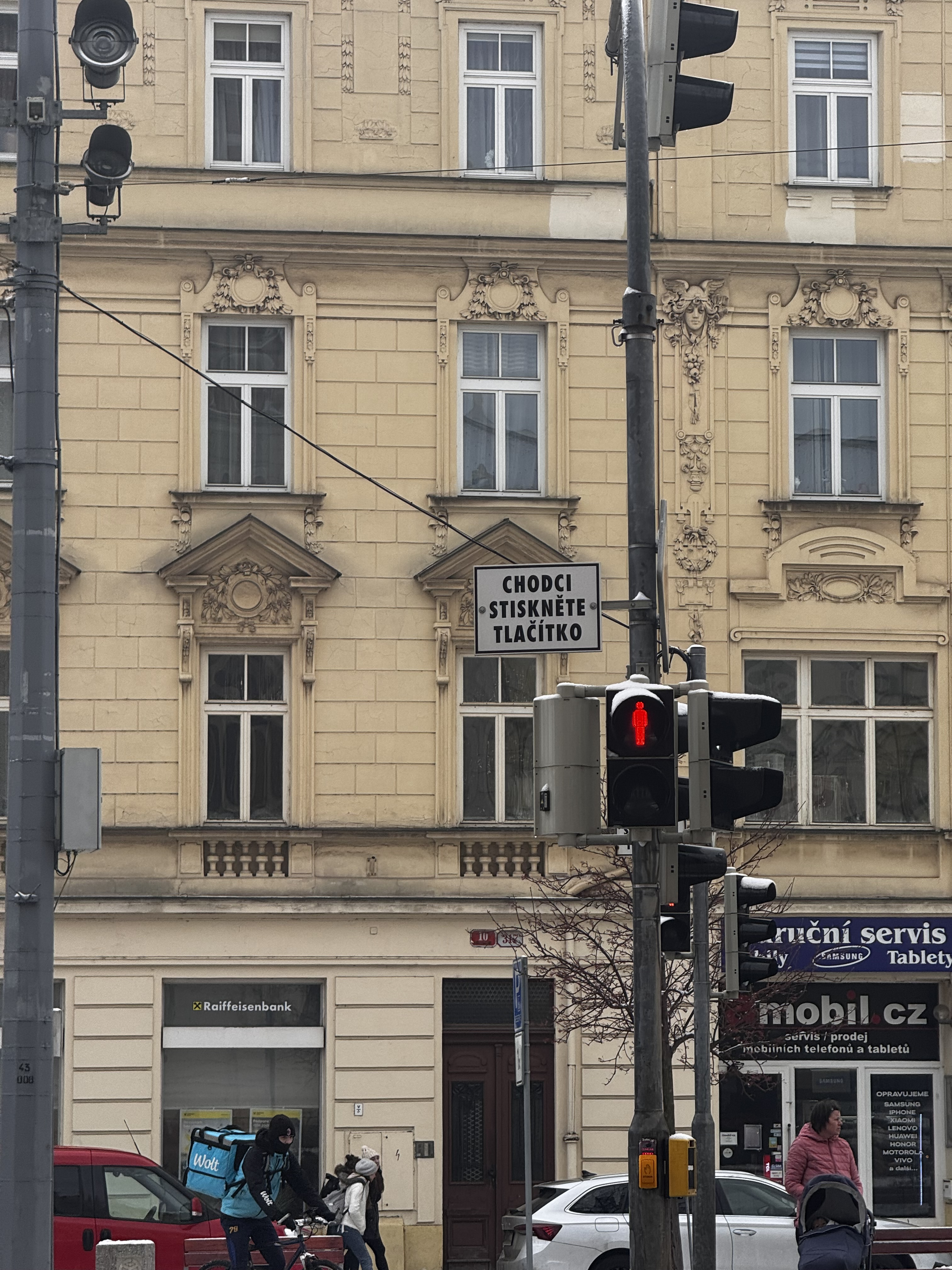
Výzva ke stisku tlačítka (Plzeň)

Chodec nesmí přecházet vozovku, nalézá-li se ve vzdálenosti bližší než 50 metrů křižovatka s řízeným provozem, přechod pro chodce, místo pro přecházení vozovky, podchod nebo nadchod označené příslušnými dopravními značkami.
Pro přecházení na přechodu pro chodce platí podobná pravidla jako pro přecházení vozovky mimo přechod. Na přechodu pro chodce se má chodit vpravo. Pokud jsou v místě přecházení v provozu signály pro chodce, je chodec povinen se jimi řídit. Pro chodce platí i pokyny policisty při řízení dopravy podle § 75 Zákona o silničním provozu.

### Dělený přechod
Pokud je přechod rozdělen ochranným ostrůvkem pro chodce (velmi často obsahuje v tomto případě 4 semafory, 2 v každém směru), je nutno na takový přechod pohlížet vlastně jako na dva samostatné přechody a v případě, že se během zdolávání první části přechodu objeví na vzdálenějším semaforu červená, již dále nepřecházet a vyčkat na ostrůvku, než se rozsvítí zelená.

## Povinnosti řidičů
Podle § 5 odst. 1 písm. h) Zákona o silničním provozu je každý řidič povinen „snížit rychlost jízdy nebo zastavit vozidlo před přechodem pro chodce, sníží-li rychlost jízdy nebo zastaví-li vozidlo před přechodem pro chodce i řidiči ostatních vozidel jedoucích stejným směrem,“ Tato specifická povinnost byla z Pravidel silničního provozu vypuštěna od 1. 1. 2001 a opět do nich byla navrácena od 1. 7. 2006.
Podle § 5 odst. 2 písm. f) Zákona o silničním provozu řidič nesmí „Ohrozit nebo omezit chodce, který přechází pozemní komunikaci po přechodu pro chodce nebo který zjevně hodlá přecházet pozemní komunikaci po přechodu pro chodce, v případě potřeby je řidič povinen i zastavit vozidlo před přechodem pro chodce; tyto povinnosti se nevztahují na řidiče tramvaje.“.
K takovéto informaci je nutné ještě doplnit §54 odst. 3) Zákona:
(3) Jakmile vstoupí chodec na přechod pro
chodce nebo na vozovku, nesmí se tam bezdůvodně zastavovat nebo
zdržovat. Nevidomý chodec signalizuje úmysl přejít vozovku mávnutím
bílou slepeckou holí ve směru přecházení. Chodec nesmí vstupovat na
přechod pro chodce nebo na vozovku, přijíždějí-li vozidla s právem
přednostní jízdy; nachází-li se na přechodu pro chodce nebo na vozovce,
musí neprodleně uvolnit prostor pro projetí těchto vozidel. Chodec nesmí
vstupovat na přechod pro chodce nebo na vozovku bezprostředně před
blížícím se vozidlem. Chodec musí dát přednost tramvaji.
Za neumožnění nerušeného a bezpečného přejití chodci na přechodu nebo za ohrožení chodce při odbočování apod. jsou řidiči uděleny 4 body podle bodového systému hodnocení řidičů, za nedodržení povinnosti zastavit vozidlo před přechodem 3 body.
Na přechodu pro chodce a bezprostředně před ním nesmí řidič předjíždět (§ 17 odst. 5 písm. d) ani se otáčet (§ 24 odst. 4 písm. c). Na přechodu pro chodce a ve vzdálenosti 5 metrů před ním nesmí řidič zastavit ani stát (§ 27 odst. 1 písm. c).